# Anémone flamboyante
Anémone flamboyante (アネモネは熱を帯びる, Anemone wa Netsu o Obiru) est un manga de SAKURAGI Ren, prépublié dans le magazine Manga Time Kirara Forward depuis 2020 et publié par l'éditeur Hōbunsha en volumes reliés depuis le 11 juin 2021 au Japon. La publication de la série est toujours en cours au Japon avec 7 tomes sortis. La version française est éditée et publiée par Meian, et traduite du japonais par BONZI Marina depuis le 8 décembre 2023. En France on compte pour l'instant 4 tomes sortis, le dernier publié le 25 octobre 2024.

## Liste des volumes
| n° | Japonais         | Japonais          | Français        | Français      |
| -- | ---------------- | ----------------- | --------------- | ------------- |
| n° | Date de sortie   | ISBN              | Date de sortie  | ISBN          |
| 1  | 11 juin 2021     | 978-4-8322-7282-8 | 8 décembre 2023 | 9782385031213 |
| 2  | 10 décembre 2021 | 978-4-8322-7331-3 | 8 décembre 2023 | 9782385031220 |
| 3  | 10 juin 2022     | 978-4-8322-7371-9 | 26 juin 2024    | 9782385031237 |
| 4  | 12 décembre 2022 | 978-4-8322-7424-2 | 25 octobre 2024 | 9782385031244 |
| 5  | 12 juillet 2023  | 978-4-8322-7468-6 |                 |               |
| 6  | 12 décembre 2023 | 978-4-8322-9509-4 |                 |               |
| 7  | 11 juillet 2024  | 978-4-8322-9559-9 |                 |               |